# Photo cervolisme
 (décembre 2021).

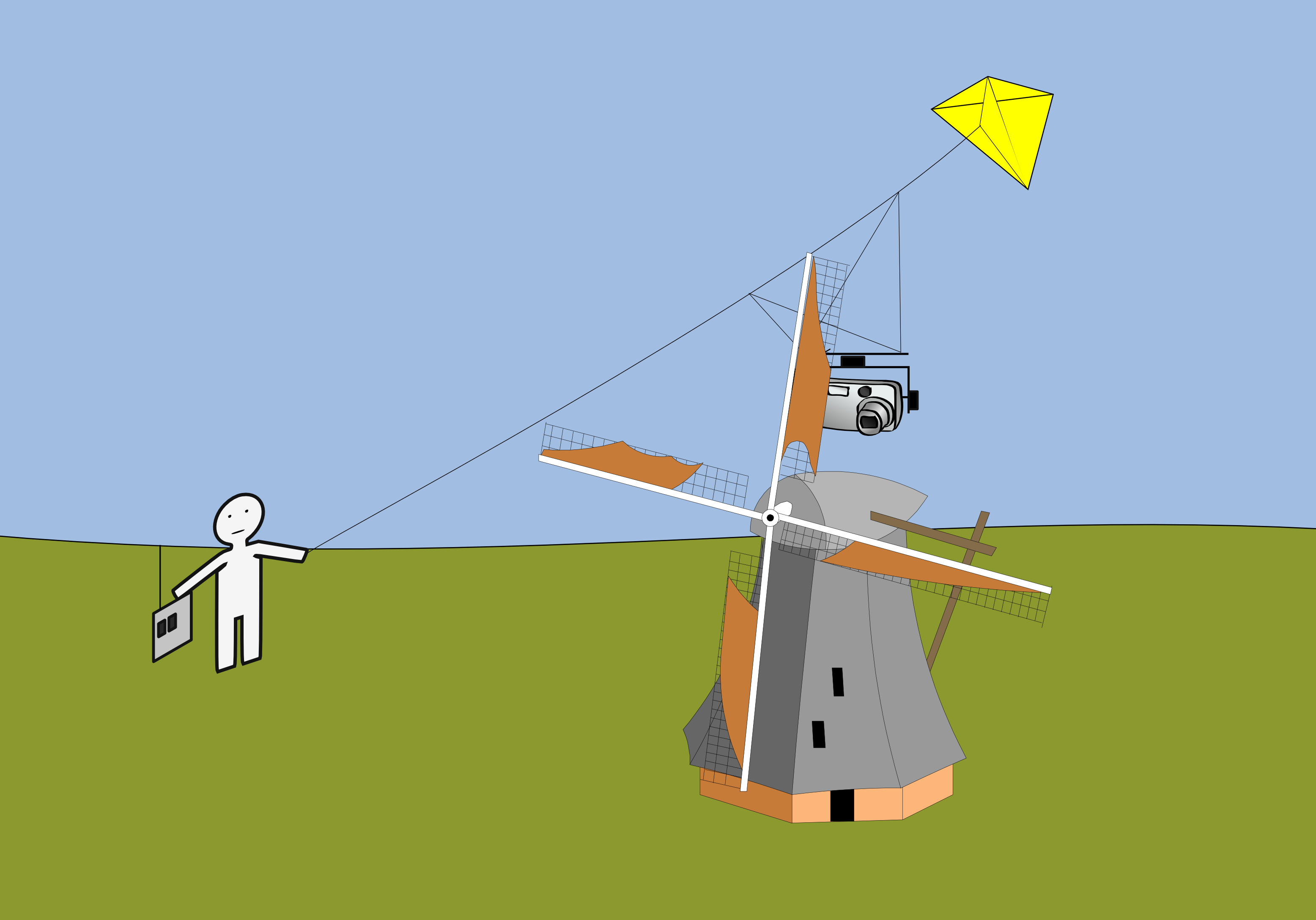
Principe du photo cervolisme

Le photo cervolisme ou photographie aérienne par cerf-volant, parfois appelé kapisme ou KAP de l'expression anglaise Kite Aerial Photograph, est une méthode de photographie consistant à suspendre un appareil photo à un cerf-volant. Les dispositifs sont divers et donnent des résultats variés. L'intérêt de cette méthode réside dans l'amplitude possible : depuis 2 à 3 mètres jusqu'à 1 km d'altitude, et dans la possibilité d'approcher un sujet bien plus près qu'il ne serait autorisé avec un avion ou un hélicoptère.

## Historique

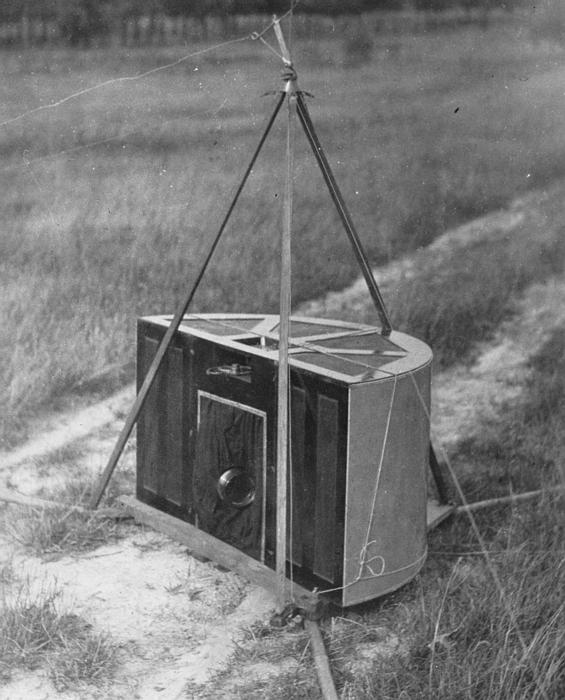
Appareil de George R. Lawrence à San Francisco 1906

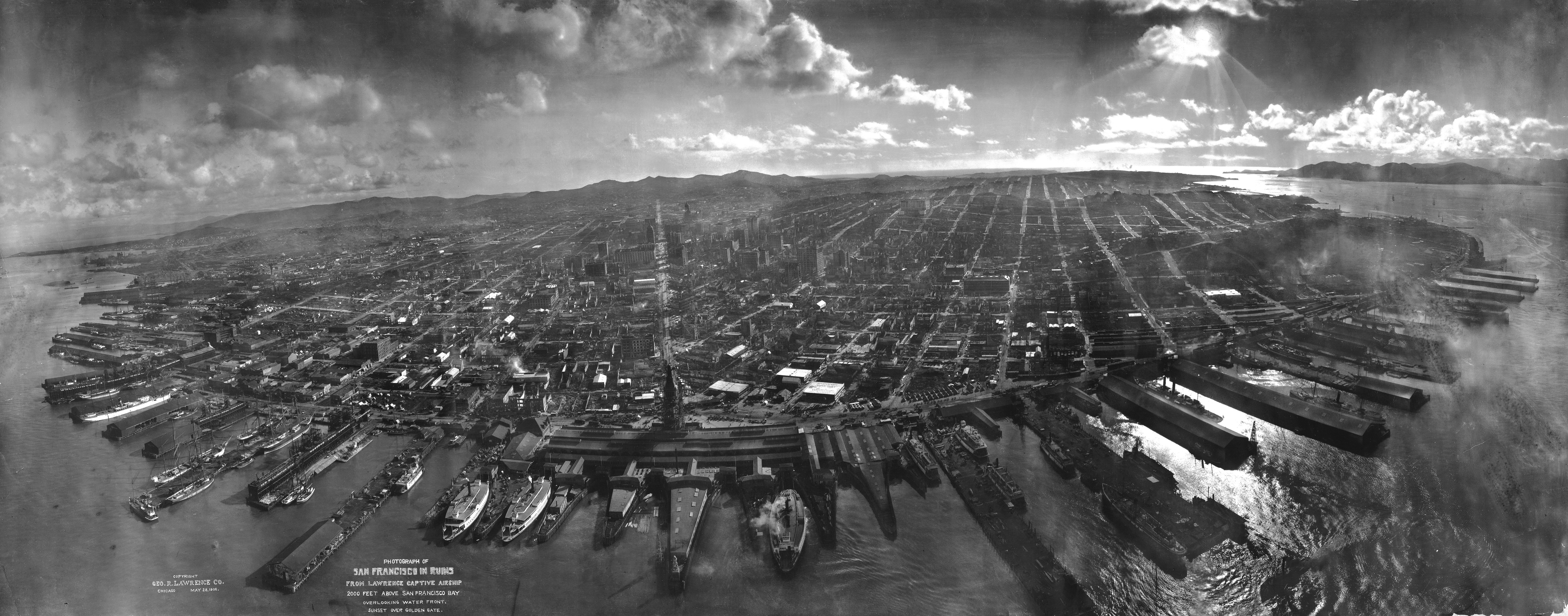
San Francisco vu du ciel après le séisme de 1906.

- 1858 : première photographie aérienne depuis un ballon captif gonflé à l’hydrogène prise par Félix Tournachon dit Nadar.
- 1862 : la photographie aérienne est utilisée par les unionistes lors de la Guerre de Sécession.
- 1880 : Le 14 juin, Paul Desmarets obtient deux clichés de Rouen en ballon captif à des altitudes de 1 100 à 1 300 m.
- 1887 : E. D. Archibald, un météorologiste anglais, prétend avoir pris la première photo aérienne par cerf-volant mais il n'y a aucune preuve[1]
- 1888 : Arthur Batut mène les premiers essais de photographie aérienne par cerf-volant en France. Il utilise un cerf-volant plat de 4,3 m2 sous lequel était accrochée une chambre de 8 × 10 cm. Ce dispositif lui permet d’atteindre des altitudes de quelques centaines de mètres. L’obturateur est commandé par une mèche d’artificier allumée au départ et dont la longueur était calculée d’avance.
- 1891 : fort de l’expérience d'Arthur Batut, Émile Wenz perfectionne la méthode en se servant de l’électricité pour le déclenchement. Il obtient des vues de la plage de Berck (Pas-de-Calais). Dès lors, de nombreux « aérophotographes » vont se succéder, faisant de Berck-Plage, le site le plus photographié des airs avant la Première Guerre mondiale.
- 1896 : Arthur Batut photographie le village de Labruguière dans le Tarn. Il utilisait une mèche en amadou. Le matériel qu’il utilise est aujourd’hui visible au musée qui lui est consacré.
- 1899 : à l’observatoire de Trappes, des sondes aériennes atteignent la hauteur de 3 500 m, avec 8 cerfs-volants de 5 m2 chacun, disposés à 500 m les uns des autres.
- 1902 : Jacques Théodore Saconney établi des cartes militaires sur la base du photo-cervolisme avec ascensions humaines en cerf-volant.
- 1903 (env.) : Joseph Lecornu innove en dissociant cerf-volant principal et cerf-volant remorqueur de l’appareil photographique. Ce qui évite de descendre le cerf-volant après chaque prise de vues.
- 1914 - 1918 : le ballon joue un rôle stratégique durant la Première guerre mondiale. Entre 1915 et 1918, le capitaine Albert Caquot met au point un ballon utilisable par grand vent.
- 1930 - 1935 : L'égyptologue Pierre Montet obtient plusieurs photographies aériennes par cerf-volant du site du grand temple d’Amon à Tanis en Égypte.

## Méthodes

### Visée
Le procédé le plus primitif est de prérégler au sol un axe de prise de vue.
La méthode de référence est d'utiliser un châssis orientable par des moteurs télécommandés.
Pour viser, la méthode la plus simple est « l'estime », assistée au mieux par une baguette fixée parallèlement à l'axe optique de l'appareil et visible du sol.
Afin de viser au mieux, il est préférable de voir du sol ce que voit l'appareil.
En photographie classique, une mini caméra vidéo munie d'un émetteur peut être utilisée, visant dans le viseur de l'appareil photo. Un récepteur de télévision placé au sol permet de voir correctement la visée et d'orienter l'appareil et de déclencher par télécommande.
Avec les technologies modernes (smartphone), l'appareil peut envoyer des images en flux par Wi-Fi, images vues sur un appareil resté au sol.

### Stabilisation

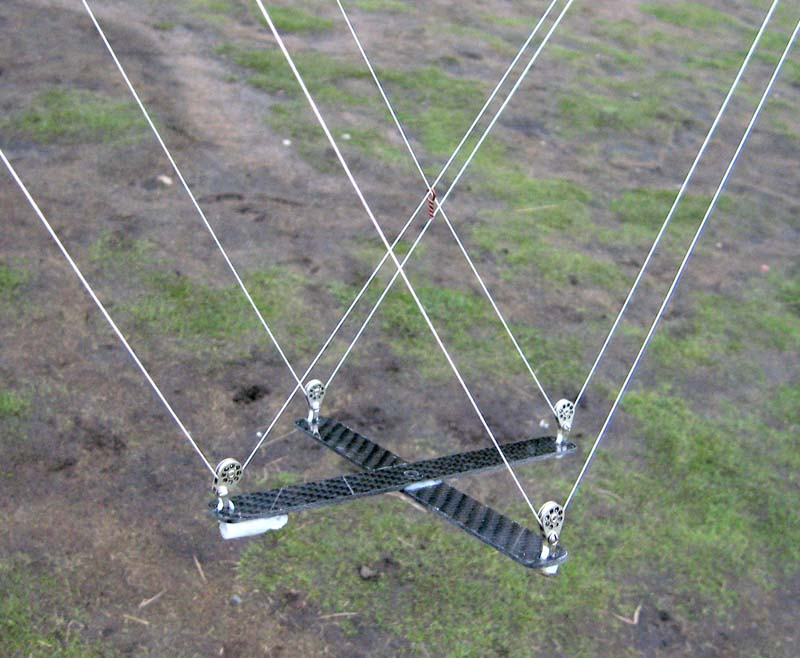
Exemple de Croix de Picavet

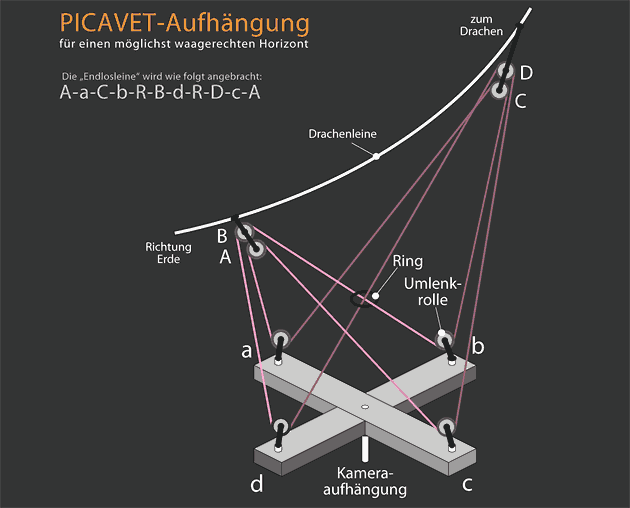
Schéma de principe de la suspension Picavet

L'appareil suspendu se balance facilement, rendant la visée hasardeuse et créant du flou cinétique.
La croix de Picavet est une réponse efficace à ce problème.

### Déclenchement

#### Retardateur
Le déclenchement ne fait pas appel à la visée, et, de ce fait, a un côté aléatoire. Il s'agit de démarrer le retardateur au sol, puis de monter l'appareil en espérant que le déclenchement se fera avec la visée dans un bon axe.
Historiquement, le déclenchement était assuré par une mèche à amadou.
Divers retardateurs mécaniques ou électroniques remplacent avantageusement l'antique mèche.
Ce procédé a l'avantage de la simplicité, mais donne des résultats imprévisibles.

#### Intervallomètre
C'est une variante du retardateur. En multipliant les vues, on espère en avoir quelques-unes intéressantes. Ce dispositif est surtout intéressant avec un appareil de photos numérique (pas de coût pour les photos ratées).

#### Télécommande
Principalement utilisée avec châssis orientable : le déclenchement est télécommandé du sol.

## Le photo cervolisme de nos jours
Avec l'avènement d'Internet, d'appareils photo numériques légers et abordables, de la commande par radio et de la microélectronique, la photographie aérienne par cerf-volant est devenue de plus en plus populaire. Ces dernières années, des kits sont devenus disponibles, permettant au débutant d’assembler rapidement une plate-forme KAP fonctionnelle et de commencer à prendre des photos aériennes dans la partie visible du spectre et, avec plus d’expérience, dans l’infrarouge ultra-violet, proche et thermique parties du spectre aussi. L'utilisation pratique et commerciale de la KAP est limitée par l'imprévisibilité des conditions météorologiques (notamment le vent, le soleil et la pluie) et par le fait que tous les sites ne sont pas propices à la pratique du cerf-volant. Lancer un cerf-volant près de bâtiments ou sous le vent des arbres peut être problématique, en raison de fortes turbulences. Les principales applications actuelles sont la photographie amateur, l’art et, en particulier, l’archéologie, telles qu’elles sont décrites sur les pages Web du West Lothian Archaeological Trust. Une autre application croissante est son utilisation pour la cartographie de la communauté et la surveillance de l'environnement par le très répandu laboratoire public pour la technologie ouverte et la science. Les chercheurs utilisent des photographies aériennes de cerfs-volants pour surveiller les espèces d'oiseaux et également pour des études dans le domaine des sciences géographiques et géologiques, y compris la photogrammétrie. De plus en plus de cerfs-volants sont utilisés là où l'utilisation d'un drone est peu pratique, ou rencontre des contraintes juridiques ou autres. Les tentatives de commercialisation de KAP ont jusqu’à présent été largement infructueuses.

## Galerie
Série de photos aériennes par cerf-volant prises de l'Ile de Ré, prises de 10 m à 200 m d'altitude :

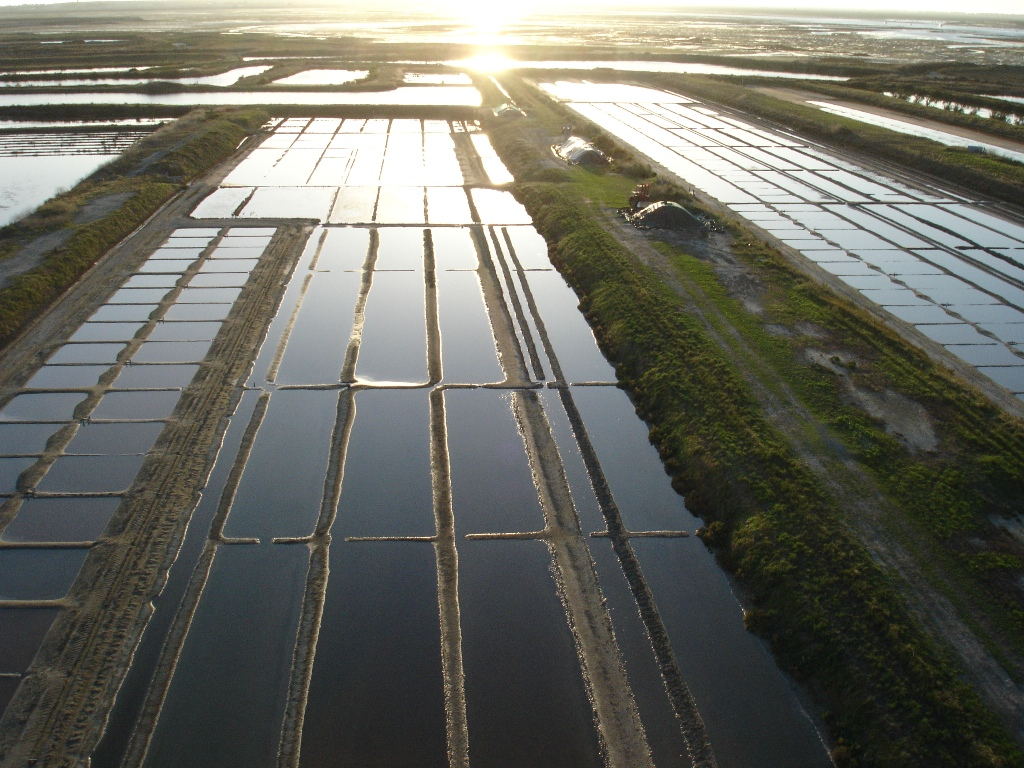
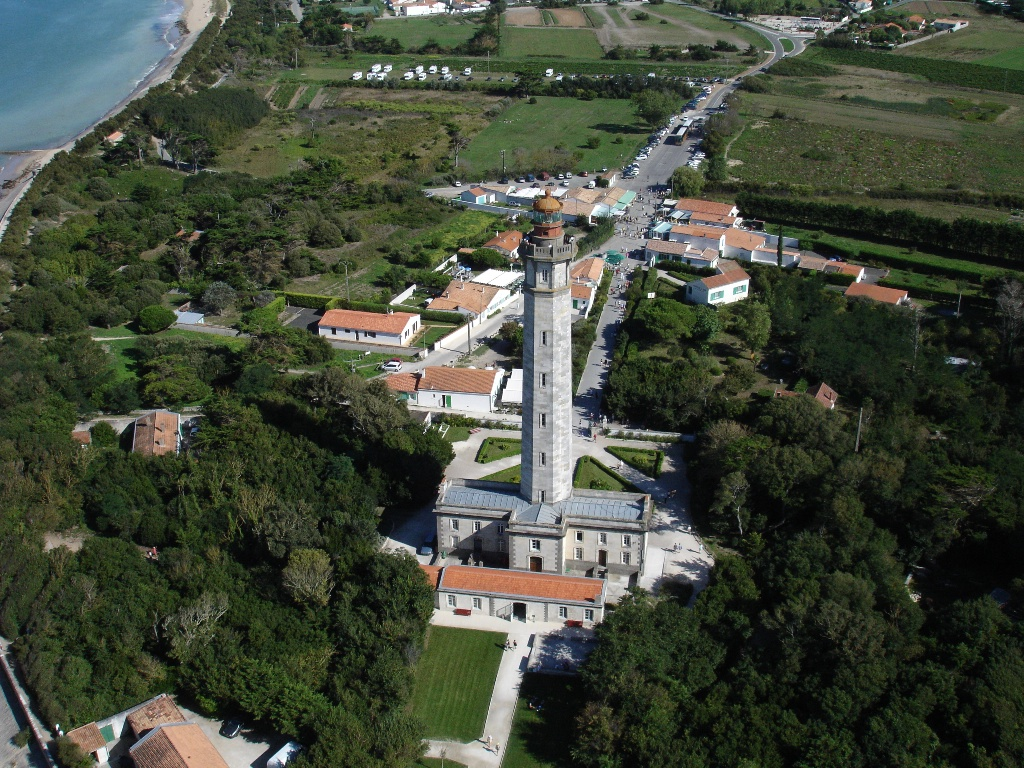
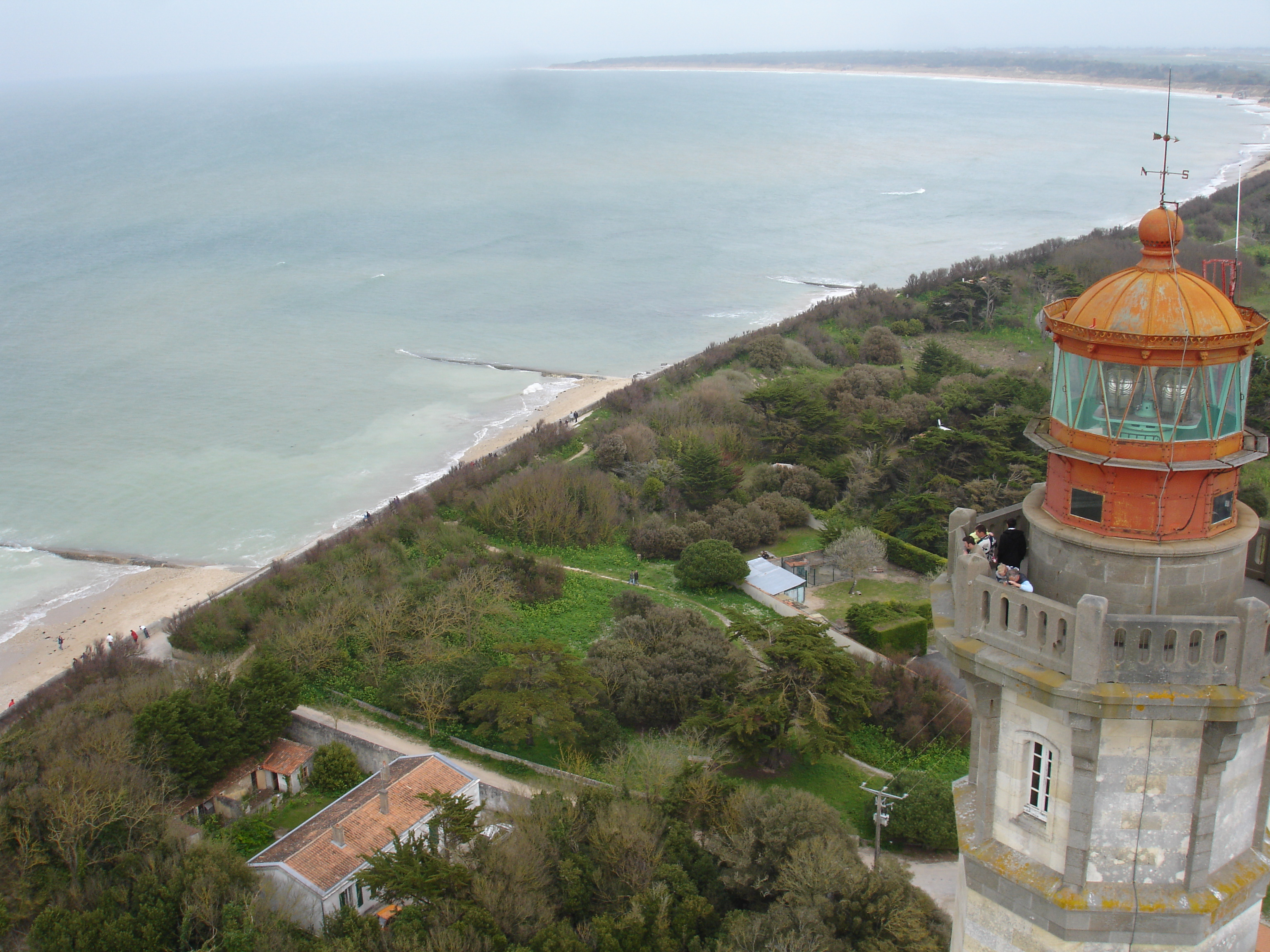
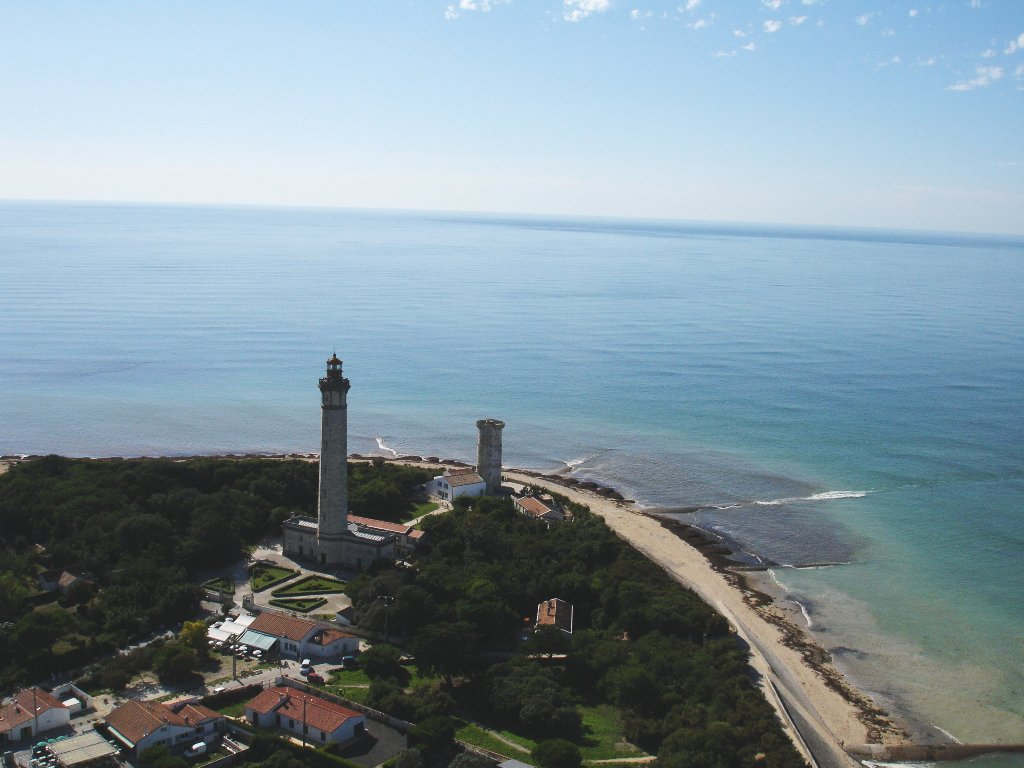
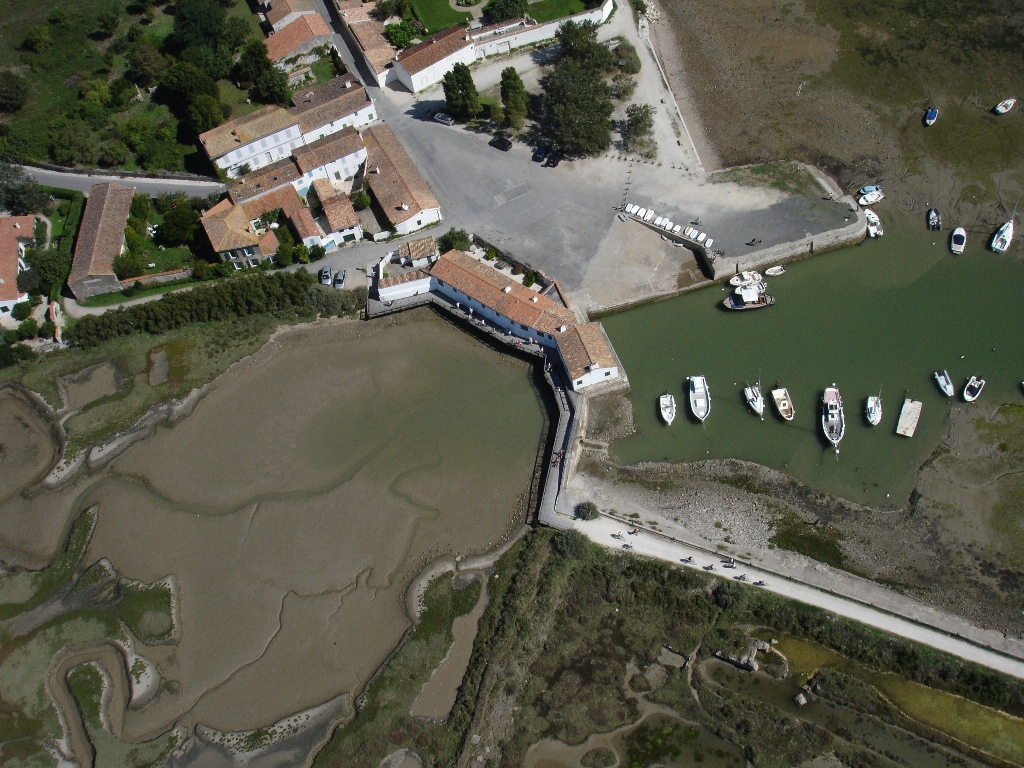
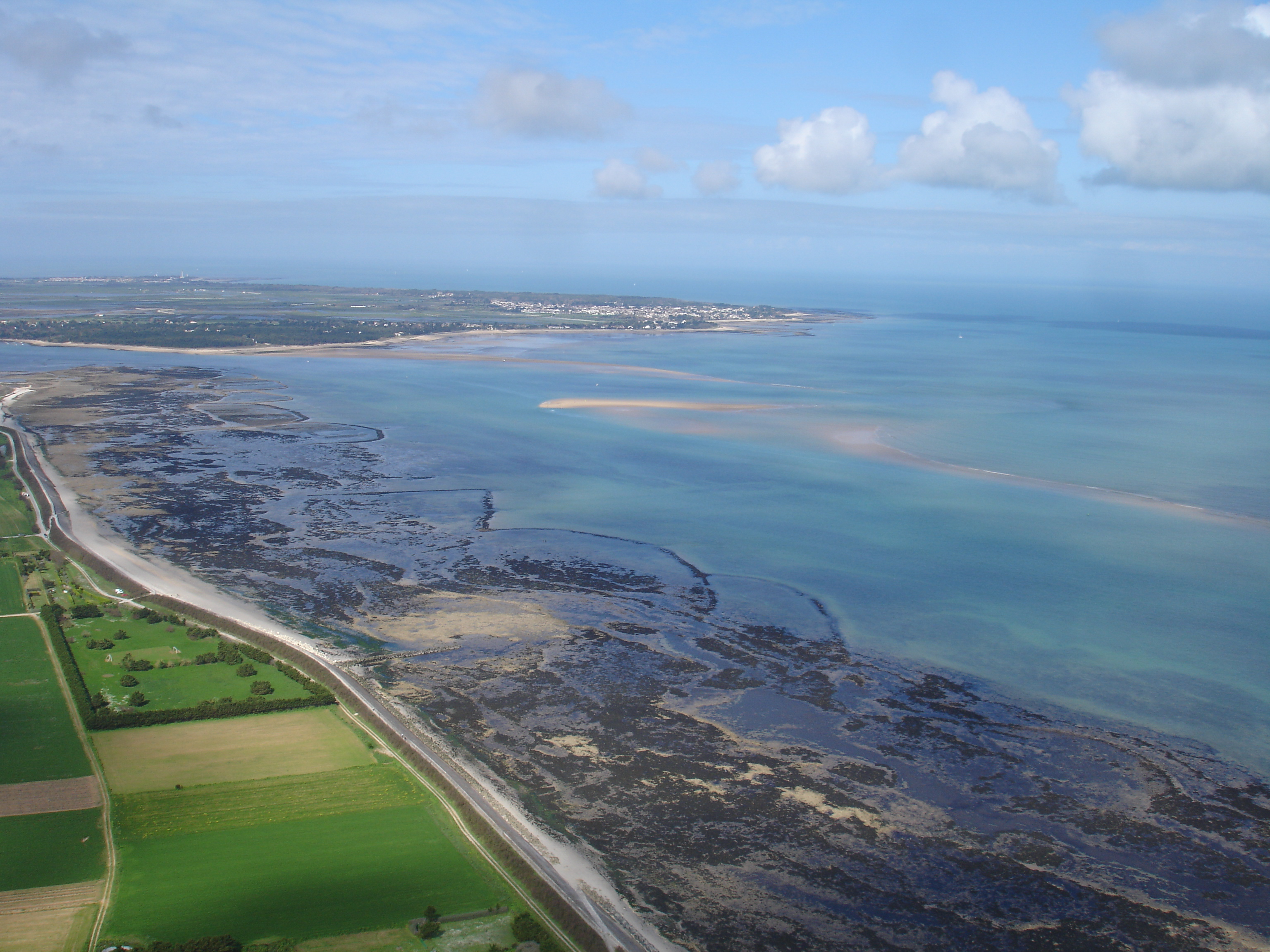